# Pašínovická louka
Pašínovická louka je přírodní památka v okrese České Budějovice. Důvodem ochrany je bohatá lokalita výskytu bledule jarní (Leucojum vernum).